# ليو شياو دونغ (لاعب كرة قدم)
ليو شياو دونغ (بالصينية: 刘晓东) هو لاعب كرة قدم صيني في مركز الهجوم، ولد في 14 يناير 1989 في تشانغتشون في الصين. شارك مع منتخب الصين لكرة القدم. أما مع النوادي، فقد لعب مع نادي تشانغتشون ياتاي.

## وصلات خارجية
- ليو شياو دونغ (لاعب كرة قدم) على موقع قاعدة بيانات كرة القدم.إي يو (الإنجليزية)
- ليو شياو دونغ (لاعب كرة قدم) على موقع ناشيونال فوتبول تيمز (الإنجليزية)
- ليو شياو دونغ (لاعب كرة قدم) على موقع Soccerway.com (الإنجليزية)